# Scopula subirrorata
Scopula subirrorata är en fjärilsart som beskrevs av Claude Herbulot 1957. Scopula subirrorata ingår i släktet Scopula och familjen mätare. Inga underarter finns listade.